# Aqueo (general)
Aqueo (griego Aχαιός; muerto en 213 a. C.) fue un general y posteriormente un gobernante separatista de la parte de Grecia del Imperio Seléucida.

## Biografía
Era el hijo de Andrómaco, el cual era hermano de Laódice II, la esposa de Seleuco II Calinico y madre de Antíoco III el Grande. Aqueo se casó con Laódice, hija de Mitrídates II del Ponto, rey del Ponto. Acompañó a Seleuco III, hijo de Calinico, en su expedición a través de los Montes Tauro contra Átalo I, y después vengó la muerte de Seleuco III, permaneciendo fiel a la familia de Seleuco a pesar de que hubiera podido conseguir fácilmente el poder.
Antíoco III el Grande, sucesor de Seleuco, le nombró comandante de toda Asia al oeste del Tauro en el año 223 a. C. Aqueo recuperó para el Imperio Sirio todos los distritos que Átalo había conseguido, pero después de haber sido falsamente acusado por Hermeias, ministro de Antioco, de querer rebelarse, tuvo que hacerlo en defensa propia, asumiendo el título de rey, y reinando sobre toda Asia al oeste del Tauro.
Mientras Antíoco estaba en la guerra contra Ptolomeo IV de Egipto, éste no podía enfrentarse a Aqueo. Pero cuando se logró la paz con Ptolomeo, cruzó el Tauro, uniendo sus fuerzas con Átalo, conquistando todas los dominios de Aqueo, y tomando Sardes, exceptuando la ciudadela. Aqueo, después de un asedio de dos años en la ciudadela, al final cayó en manos de Antioco en el 213 a. C., debido a la traición de Bolis, que había sido empleado por Sosibio, ministro de Ptolomeo, que había acudido a salvarle, pero en vez de eso le traicionó a Antioco, que ordenó su muerte

### Otras fuentes
- Bement, R. B.; The kingdom of Brass (1856).
- Polibio; Histories, Evelyn S. Shuckburgh (traductor); Londres - Nueva York (1889).
- Smith, William; Dictionary of Greek and Roman Biography and Mythology, "Achaeus (2)", Boston (1867).